# عين الرأس (الأفلاج)
عين الرأس أو عين الناقة هي أحد عيون الأفلاج الجافة. كانت تعتبر واحدة من أعظم عيون الأفلاج وأوسعها بحيرة، وقد كان تكوينها مستطيلًا، ويبلغ طولها ثلاثة أكيال في كيل عرضًا تقريبًا. وماء هذه العين ليس بعذب وإنما صالح للزراعة.
كانت قديمًا تعرف بعين الناقة، يقول أبو محمد الهمداني: «ويقول أهل الفلج في اشتقاق هذا الاسم إن امرأة مرت بها على ناقة لها فتقحَّمت بها الناقة في جوف العين فخرج بعد سوارها بنهر محلِّم بهجر البحرين ومحلم نهر عظيم يقال إن تبعاً نزل عليه فهاله ويقال إنه في أرض العرب بمنزلة نهر بلخ في أرض العجم.»